# L’Atzúbia
L’Atzúbia (kat. wym. [laˈdzubia]; hiszp. Adsubia, wym. [aðˈsuβja]) – gmina w Hiszpanii, w prowincji Alicante/Alacant, we wspólnocie autonomicznej Walencja.
Położona w comarce Marina Alta gmina ma powierzchnię 14,67 km². W 2018 roku liczyła 661 mieszkańców. W 2015 roku alkadem został Josep Vicent Vidal Torralba z lokalnego komitetu samorządowego IAF.